# The Pursuit of Love - Rincorrendo l'amore
The Pursuit of Love - Rincorrendo l'amore (The Pursuit of Love) è una miniserie televisiva britannica sceneggiata e diretta da Emily Mortimer. Basata sul romanzo del 1945 Rincorrendo l'amore di Nancy Mitford, ha debuttato il 9 maggio 2021 su BBC One. In Italia è andata in onda su Sky Serie il 18 settembre 2022.

## Puntate
| n° | Titolo originale | Titolo italiano | Prima TV UK    | Prima TV Italia   |
| -- | ---------------- | --------------- | -------------- | ----------------- |
| 1  | Episode 1        | Episodio 1      | 9 maggio 2021  | 18 settembre 2022 |
| 2  | Episode 2        | Episodio 2      | 16 maggio 2021 | 18 settembre 2022 |
| 3  | Episode 3        | Episodio 3      | 23 maggio 2021 | 18 settembre 2022 |

## Personaggi e interpreti

### Principali
- Linda Radlett, interpretata da Lily James, doppiata da Joy Saltarelli.
Affascinante ma ansiosa e turbata.
- Fanny Logan, interpretata da Emily Beecham, doppiata da Chiara Gioncardi.
Cugina dei Radlett e migliore amica di Linda.
- Zio Matthew Radlett, Lord Alconleigh, interpretato da Dominic West, doppiato da Alberto Bognanni.
Patriarca eccentrico e prepotente che periodicamente usa i suoi mastini per cercare i suoi figli attraverso la campagna dell’Oxfordshire.
- Fabrice de Sauveterre, interpretato da Assaad Bouab.
Benestante duca francese, ultimo amante di Linda e grande amore della sua vita.
- Zia Sadie, Sophie Radlett, Lady Alconleigh, interpretata da Dolly Wells, doppiata da Valeria Perilli.
Matriarca affettuosa ma inconcludente.
- David "Davey" Warbeck, interpretato da John Heffernan, doppiato da Alessandro Rigotti.
Marito di Emily, illustre scrittore e critico ipocondriaco che si sottopone a rimedi inusuali per il bene della sua salute.
- Alfred Wincham, interpretato da Shazad Latif.
Marito di Fanny, docente universitario a Oxford.
- Emily Warbeck, interpretata da Annabel Mullion, doppiata da Tiziana Avarista.
Sorella di Sadie e zia di Fanny.
- Tony Kroesig, interpretato da Freddie Fox, doppiato da Flavio Aquilone.
Banchiere e primo marito di Linda.
- Christian Talbot, interpretato da James Frecheville.
Fervente comunista e secondo marito di Linda.
- Louisa Radlett, interpretata da Beattie Edmondson.
Figlia maggiore affidabile e dedita alla casa.
- Lord Merlin, interpretato da Andrew Scott, doppiato da Fabrizio Manfredi.
Vicino dei Radlett, amico e mentore di Linda che la introduce nell’alta società.

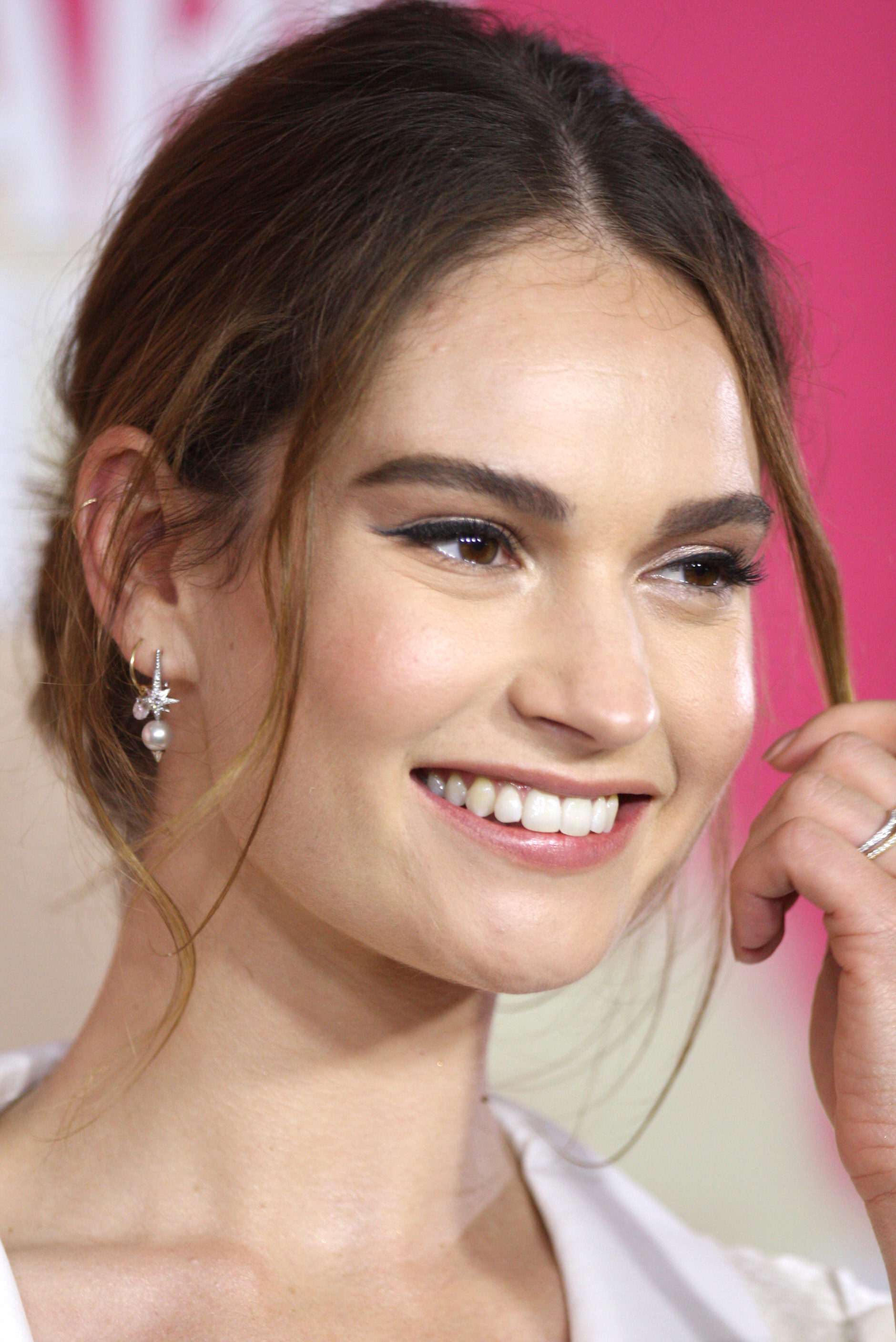
Lily James
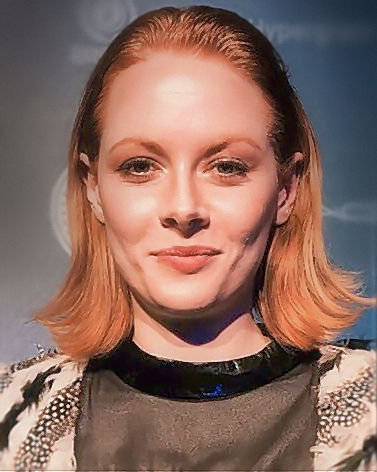
Emily Beecham
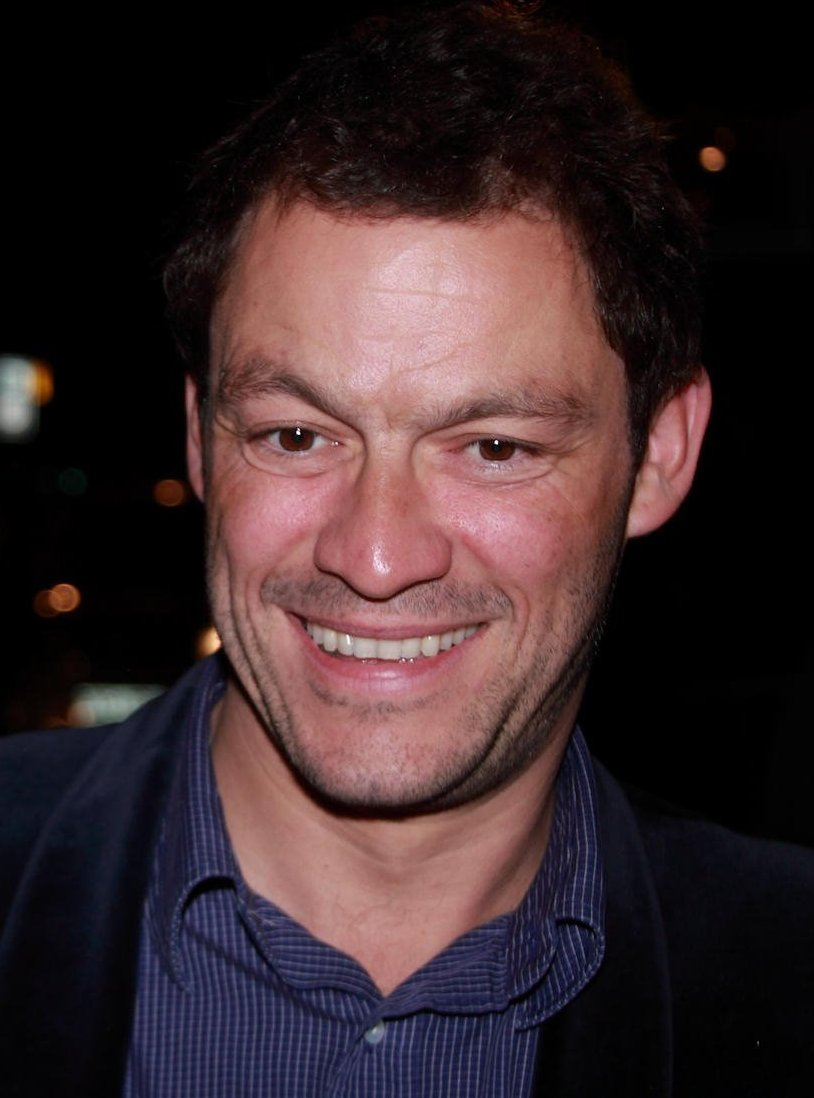
Dominic West
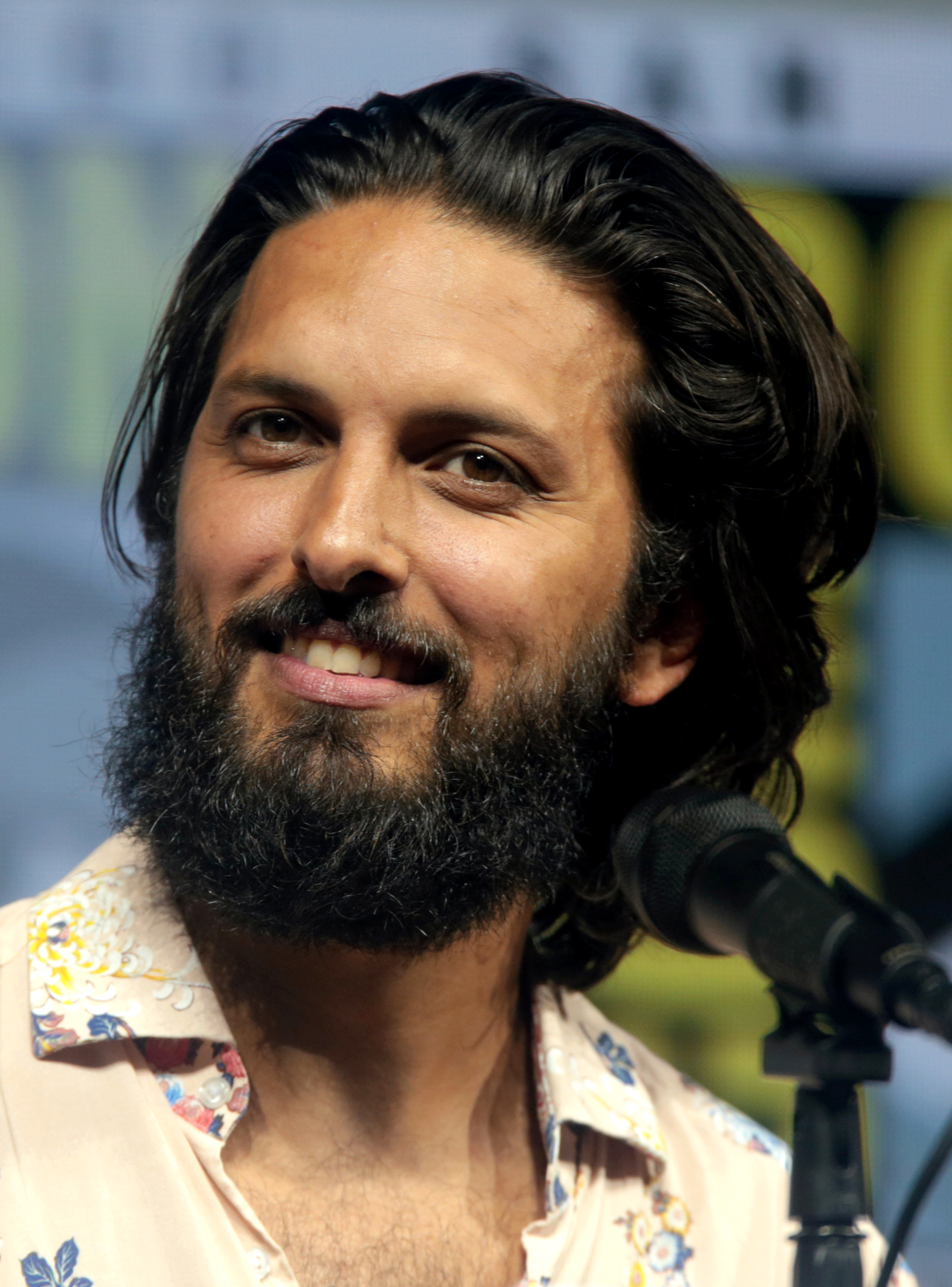
Shazad Latif
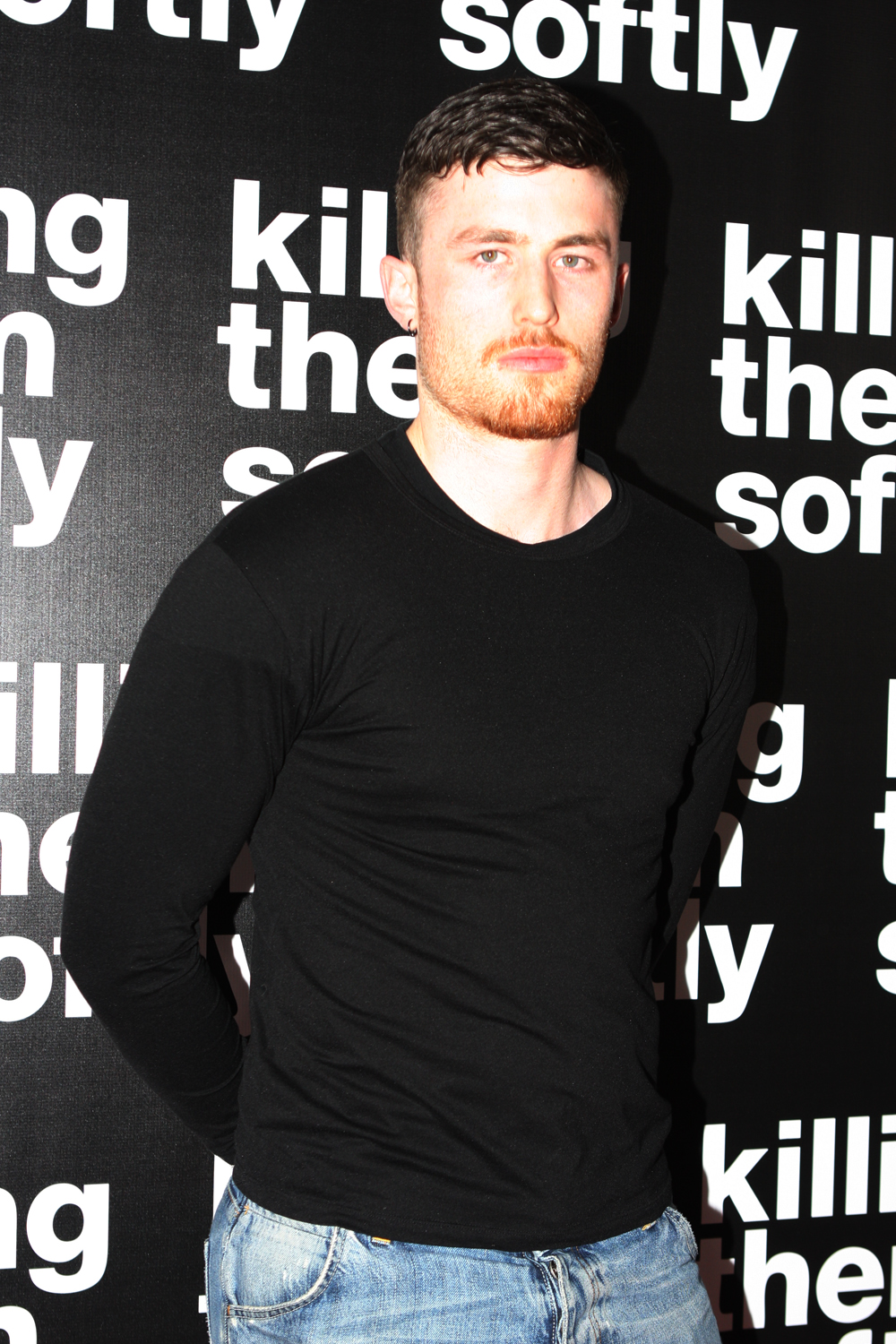
James Frecheville
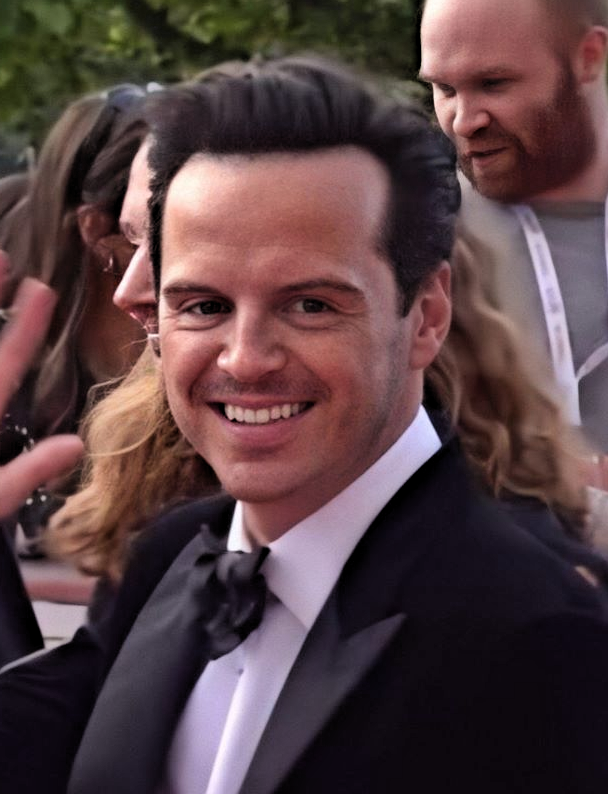
Andrew Scott

### Ricorrenti
- La fuggitiva, interpretata da Emily Mortimer, doppiata da Chiara Colizzi.
Madre di Fanny e sorella minore di Sadie e Emily. È chiamata così a causa dei suoi molteplici matrimoni.
- Sir Leicester Kroesig, interpretato da Will Keen.
Banchiere e padre di Tony, che prova una forte antipatia verso Linda.

## Produzione
Nel dicembre 2019 è stato annunciato che BBC aveva commissionato la miniserie, un adattamento del romanzo del 1945 di Nancy Mitford. Emily Mortimer è stata assunta come scrittrice e regista, con Lily James nel ruolo della protagonista.
Le riprese della miniserie inizialmente erano previste per la primavera del 2020, ma sono state posticipate a causa della pandemia di COVID-19. Sono ricominciate nel luglio seguente a Bristol e Bath nel Somerset, con l’aggiunta al cast di Andrew Scott, Emily Beecham, Dominic West, Dolly Wells, Beattie Edmondson, Assaad Bouab, Shazad Latif e Freddie Fox, mentre Amazon Studios si è unito al progetto a co-produttore.

## Accoglienza
Sull'aggregatore di recensioni Rotten Tomatoes la miniserie ottiene il 88% delle recensioni professionali positive, con un voto medio di 7,60 su 10 basato su 50 critiche, mentre su Metacritic ha un punteggio di 76 su 100 basato su 20 recensioni.